# Малый Тишерек
Ма́лый Тише́рек — река в Сызранском районе Самарской области, Длина реки составляет 8 км. Площадь водосборного бассейна — 127 км².

## География и гидрология
Малый Тишерек — правобережный приток реки Тишерек, её устье находится в 12 километрах от устья Тишерека. Высота устья — около 64,3 м над уровнем моря.

## Данные водного реестра
По данным государственного водного реестра России относится к Нижневолжскому бассейновому округу, водохозяйственный участок реки — Куйбышевского водохранилища от посёлка городского типа Камское Устье до Куйбышевского гидроузла, без реки Большой Черемшан. Речной бассейн реки — Волга от верхнего Куйбышевского водохранилища до впадения в Каспий.
Код объекта в государственном водном реестре — 11010000512112100005571.